# Hitzacker (Elbe)
Hitzacker (Elbe) – miasto położone w niemieckim kraju związkowym Dolna Saksonia w powiecie Lüchow-Dannenberg. Należy do gminy zbiorowej Elbtalaue.

## Położenie geograficzne
Hitzacker leży w północnej części powiatu Lüchow-Dannenberg w odległości ok. 45 km na południowy wschód od Lüneburga. Od północy sąsiaduje z gminą Neu Darchau oraz graniczy na rzece Łabie z gminą Amt Neuhaus w powiecie Lüneburg. Od południa sąsiaduje z Dannenberg (Elbe), od zachodu z gminą Göhrde oraz z gminą Nahrendorf z gminy zbiorowej Dahlenburg w powiecie Lüneburg. Na pewnym odcinku terytorium miasta graniczy przez Łabę z położonym na prawym jej brzegu obszarem gminy Amt Neuhaus w powiecie Lüneburg. 
Miasto leży przy ujściu rzeki Jeetzel do Łaby. Na terenie miasta zasila wody rzeki Jeetzel mały strumień Harlinger Bach tuż przed ujściem Jeetzel do Łaby tworząc małe rozlewisko Hitzacker See.

## Podział miasta
Miasto Hitzacker (Elbe) składa się z wielu dzielnic. Były to przed reformą obszarów gminnych w 1972 samodzielne miejscowości: Bahrendorf, Grabau, Harlingen, Hitzacker, Kähmen, Nienwedel, Pussade, Seerau, Tießau, Tiesmesland, Wietzetze i Wussegel oraz majątki lub osady: Dötzingen, Hagen, Leitstade, Marwedel, Meudelfitz, Meudelfitz Osada, Posade, Sarchem, Schmessau i Schmardau.

## Współpraca
- Wisch, Holandia

## Historia
Hitzacker (Elbe) był po raz pierwszy wzmiankowany w 1162, a dokument założycielski miasta pochodzi z 28 lutego 1258. Jednak dużo wcześniej na tym miejscu osiedlili się słowiańscy Drzewianie a mianowicie już w VIII wieku zbudowali gród na miejscu dzisiejszego starego miasta. W języku drzewiańskim gród nazywał się Ljauci (Lgautztgi). Do roku 1990 przebiegała tu na Łabie granica wewnątrzniemiecka. 

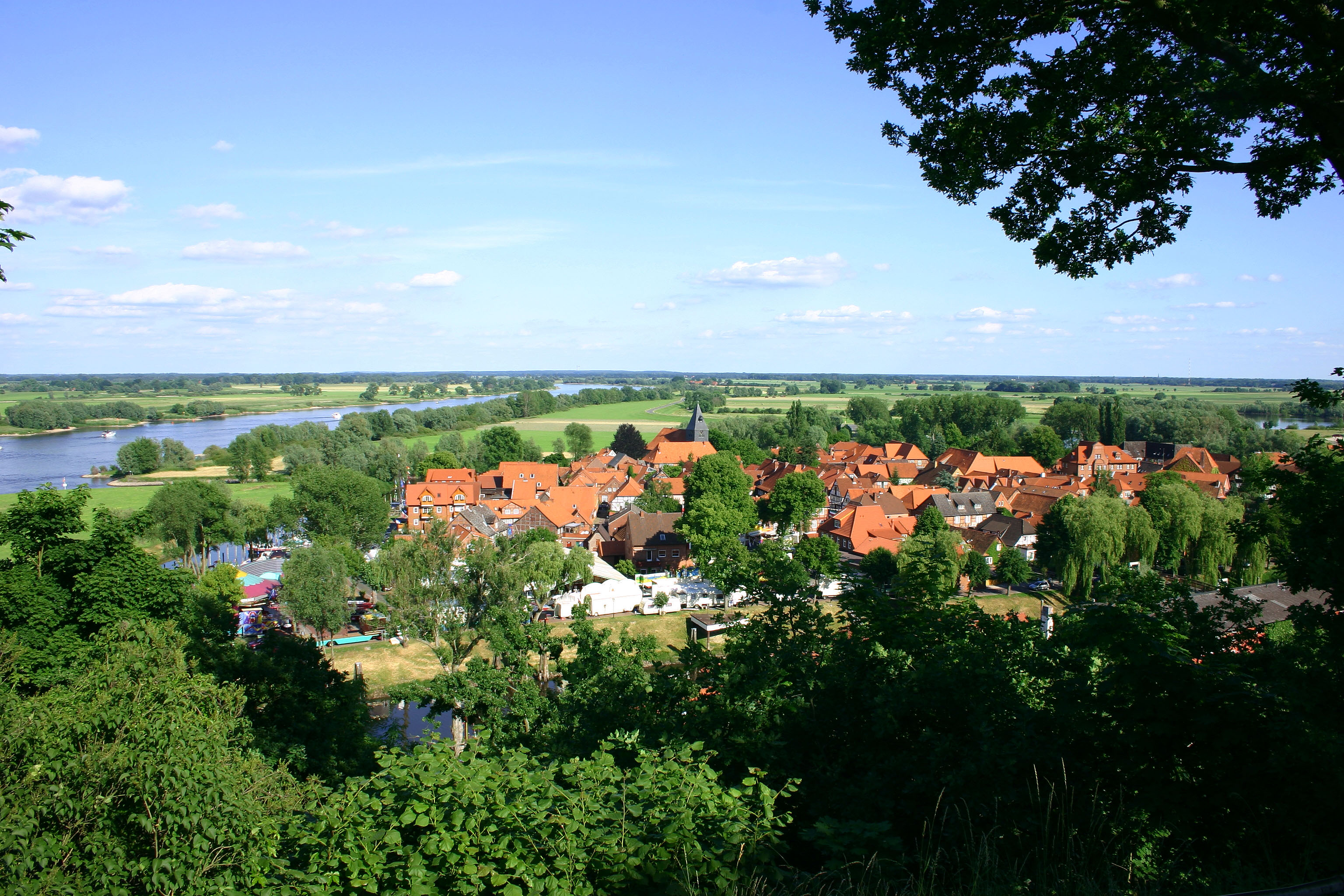
Panorama starówki Hitzacker (Elbe) widziana ze wzgórza Weinberg

## Zabytki
- wyspa na rzece Jeetzel z zabytkowym starym miastem z budynkami z muru pruskiego i budynkiem dawnego urzędu celnego z 1589
- dolmeny koło Pussade
- rezerwat archeologiczny z epoki brązu Archäologisches Zentrum Hitzacker
- groby książęce w Marwedel

## Osoby urodzone w Hitzacker (Elbe)
- Rudolf August – książę Brunszwiku-Lüneburg (1627 – 1704)
- Antoni Ulryk – książę Brunszwiku (1633 - 1714)
- Claus von Amsberg – książę niderlandzki, mąż królowej Holandii Beatrycze (1926 - 2002)
- Bernard Varenius - geograf (1622 - 1650)

## Transport
Hitzacker znajduje się na uboczu szlaków komunikacyjnych. Do metropolii hamburskiej można dojechać autostradą A39, ale żeby ją osiągnąć należy jechać 45 km drogą krajową B216. Dużo dalej jest do południowego odcinka autostrady A39. Żeby do niej dotrzeć należy jechać 91 km drogą B248 do Wolfsburga. Na dugą stronę Łaby można się przedostać tu promem osobowym (z możliwością przewiezienia rowerów i motorowerów).
W przeszłości rzeką Jeetzel i dalej Łabą transportowano towary rolne z portu rzecznego w Lüchow do Hamburga. Znajduje się tu jeszcze port rzeczny z dawnych czasów.